# Ollanta Humala
Ollanta Moisés Humala Tasso (Lima, 1962. június 26. –) baloldali-populista perui politikus, hivatásos katona.

## Élete
Peru legszegényebb vidékéről, a többségben indiánok lakta Ayacucho tartományból származik, ám középosztálybeli mesztic családban született. Apja Isaac Humala, akinek katonaként, majd ügyvédként telt arra, hogy a fővárosban, Limában magániskolába járassa. Nem beszéli az indián nyelvek egyikét sem, és otthonról hozta egykori szélsőbalos felfogását is.
Apjához hasonlóan katona lett, s a hadseregben alezredesi rangot szerzett. Pályafutása során két komolyabb katonai konfliktusban vett részt, úgymint az 1992-es baloldali Fényes Ösvény gerillaszervezet elleni akcióban, illetve az 1995-ös – az Ecuadorral területi vita miatt kirobbant, alig egy hónapos – Cenepa-háborúban. Katonai erejét 2000-ben azonban rosszul mérte fel, puccskísérlete kudarcot vallott az akkori elnök, Alberto Fujimori ellen. Napokig bujkálni kényszerült, ám az alkotmányos eszközökkel elmozdított Fujimori bukása után kegyelmet kapott, és a hadseregbe is visszavették.
Párizsban, majd Szöulban volt katonai attasé, közben nemzetközi jogot tanult a Sorbonne-on, politológiát Limában. 2004-ben kérte nyugdíjazását, mivel egyik testvére az akkori elnök Alejandro Toledo lemondását követelve egy leszerelt katonákból szervezett csoport élén elfoglalt az Andokban egy falut, 17 rendőrt fogságba estett, négyet közülük megölt. Nyilvánosan sem akkor, sem azóta nem ítélte el a fivérét, aki a véres akcióért 25 éves börtönbüntetést kapott. Humala ezt követően döntött úgy, hogy politikai pályára lép, pártot alapított és elindult a 2006-os elnökválasztáson.
Választási kampányában azt ígérte, hogy megbünteti a felelőtlen, a szegények iránt érzéketlen politikai vezető réteget, újraosztja a javakat a szegény indián és mesztic többség javára. A választás első fordulóját megnyerte, azonban támogatóinak több százalékát veszítette el amiatt, hogy Hugo Chávez venezuelai elnök beavatkozott a perui kampányba, és Humala mellett érvelt többször. A júniusban  megtartott második fordulót már Alan García nyerte, a szavazatok ötvenkét százalékával.
2011 áprilisában ismét indult az elnöki székért, és a szavazatok 31 százalékát megszerezve – a konzervatív Keiko Fujimorit, a korábbi elnök, Alberto Fujimori lányát maga mögé szorítva – az első helyen végzet. Mivel azonban nem sikerült a szavazatok ötven százalékát megszereznie, így júniusban újra megmérettette magát, s ekkor – szoros küzdelemben – a szavazatok mintegy 51 százalékával megnyeri az elnökválasztás második fordulóját.